# Guillem Ramon I de Bearn i de Montcada
Guillem Ramon de Montcada o Guillem Ramon I de Bearn fou vescomte de Bearn. Fill de Guillem I de Montcada i de Bearn i de Maria de Bearn, vescomtessa de Bearn, i net de Guillem Ramon I de Montcada, el Gran Senescal, que segurament va arreglar el casament dels pares vers l'any 1170, entroncant també així la seva família amb un soli vescomtal.
Va tenir un germà bessó, Gastó VI de Bearn. El pare va morir jove vers l'any 1172, i l'avi el 1173. Gastó va heretar de la seva mare el soli de Bearn.
Guillem Ramon (de jove només se'l coneixia per Ramon) va heretar les moltes propietats de l'avi, a excepció de les que corresponien a l'increment patrimonial a causa de les noves conquestes de Tortosa i Lleida, les quals, igual que el càrrec de senescal, varen anar a parar a la nova branca dels Montcada de Tortosa.
L'any 1193 es casà amb Guillema I de Castellvell, segons que sembla uns quants anys més gran que ell. Varen tenir un fill, el futur Guillem II de Montcada i de Bearn. Però l'any 1194 Guillem Ramon mata l'arquebisbe de Tarragona Berenguer de Vilademuls, precisament oncle de la seva dona, que segurament feia les funcions de tutor dels germans Castellvell. Els motius són confusos.
La justícia per aquest assassinat sacríleg era de competència de l'Església. El rei Alfons el Cast va evitar d'intervenir-hi directament. El 1198 Guillem Ramon va ser passejat i escarnit per Tarragona, i assotat públicament per un capellà. No el van matar, i aquí comença un període de la seva vida fosc i apte per a qualsevol fantasia. Van ser diverses les teories:
- 1a. Va marxar a Terra Santa com a pelegrí o croat.
- 2a. Va anar a Roma com a penitent per demanar perdó.
- 3a. Es va refugiar a la Cort del rei d'Anglaterra.
- 4a. Va restar amagat emparat pel seu germà Gastó.

Desapareix fins al 1205. Va deixar tan poc rastre, que la seva dona Guillema (ja amb 50 anys) es va poder casar com a vídua amb el vescomte de Narbona Eimeric III, un home molt més jove que ella. Per aquest casament cal buscar-hi raons d'interessos. No es coneix tampoc cap escàndol de separació d'aquest matrimoni. Es devia desfer. Eimeric es torna a casar aviat amb Margarida de Montmorency-Marly i va morir el 1239 deixant cinc fills. Mentrestant, Guillem Ramon es belluga lliurement per Occitània i Catalunya.
És el temps dels càtars. El seu germà Gastó n'era simpatitzant i va ser excomunicat, si bé durant poc de temps. No es coneix si aquesta simpatia pels càtars la va compartir Guillem Ramon. Però als càtars d'Occitània i en concret als de Bearn se'ls oferien possibilitats d'emigrar cap a terres per repoblar, de la Catalunya central i nova. Bastants occitans varen repoblar territoris de Montcades i de Castellvells. I aquesta realitat no podia passar desapercebuda ni al seu germà Gastó, ni a ell mateix, ni a la seva dona Guillema, ni a la seva cunyada Alamanda de Castellvell.
La determinació del Papa Innocenci III de posar fi a l'heretgia desencadenà la croada albigesa. El vescomte de Bearn i Guillem Ramon participen en la batalla de Muret. Tornen vius. El fill Guillem potser estava en camí, però no hi va arribar, segons la crònica de Jaume I.
Aquest Guillem es va casar amb Garsenda de Provença, pel voltants de 1218, quan encara eren vius el seu pare i la seva mare. Es podria suposar que devien anar tots dos a la cerimònia.
L'any 1215 mor Gastó i el soli de Bearn passa a Guillem Ramon, si bé a contracor d'una part dels seus súbdits. Però en pocs anys va ser capaç d'una reforma institucional pionera i de magnitud.
Mor el 1223. El succeeix el fill Guillem. L'esposa viu encara fins a l'any 1228.